# John Fox (animatore)
John Fox (...) è un animatore statunitense, specializzato in storyboard.
Nel corso della sua carriera ha lavorato su serie animate come: Ecco Pippo!, Darkwing Duck, La sirenetta - Le nuove avventure marine di Ariel, Biker Mice da Marte, Animaniacs, I Fantastici Quattro, Insuperabili X-Men, The Tick, Duckman, Extreme Ghostbusters, Silver Surfer, Roswell Conspiracies e Rocket Power - E la sfida continua...; nonché il film d'animazione Uno zoo in fuga.
Inoltre ha curato gli storyboard di serie televisive quali: Dirt, Life, Shark, Eli Stone, Lie to Me, Hawaii Five-0, Californication ed House of Lies; oltre a film come: Final Fantasy, Premonition, Death Sentence, Henry Poole - Lassù qualcuno ti ama, The Horsemen, Gifted Hands - Il dono e The Last Stand - L'ultima sfida.
Inoltre ha sviluppato l'animazione del videogioco X-Men: Next Dimension.